# Jesús Galeote Tormo
Jesús Galeote Tormo, O.F.M. (Madrid, España, 21 de septiembre de 1951) es un religioso franciscano español que actualmente es vicario apostólico de Camiri, en Bolivia.

## Biografía
Ingresó en la Orden franciscana, en la que realizó sus profesión solemne el 30 de marzo de 1975 en Roma. Fue ordenado diácono el 29 de enero de 1976, y fue ordenado sacerdote el 5 de septiembre de 1976 en Madrid. Fue destinado a la parroquia de San Antonio, en Ávila.
Estudió filosofía y teología en la Universidad Pontificia de Santo Tomás de Aquino, se licenció en Teología moral en la Academia Pontificia Alfonsiana. En 1984, se licenció en medicina y cirugía en la Universidad de Salamanca. 

### Misión en Bolivia
Tras lo cual se trasladó a la misión franciscana en Bolivia, estuvo destinado en Ascensión de Guarayos. En 1989, se especializó en medicina tropical en el Instituto de Medicina Tropical de la Universidad de São Paulo. Fue destinado a la misión de San Antonio de Lomerío, donde fue médico jefe de área. Estudió la idioma chiquitano, publicando libros sobre gramática, salud y liturgia bilingüe castellano-chiquitano. En 1993 y 1994 realizó los cursos de doctorado en misionología en la Pontificia Universidad Gregoriana. 

### Misión en Tailandia
Entre 1994 y 2006 fue párroco en la misión de San Javier, donde, además, atendía un consultorio médico para la población de escasos recursos en el Centro Kolping-San Javier. Entre 2006 y 2015 estuvo en la misión franciscana en Tailandia, donde trabajó en Chiang Mai con los padres redentoristas, y en Chiang Rai con la Sociedad Misionera Tailandesa. En 2014 realizó cursos de bioética, budismo y diálogo interreligioso, en Roma. En Tailandia fue profesor de filosofía y de teología en la casa de formación de Sampran. Fue párroco de Nuestra Señora del Rosario en Prachuap Khirikhan. 

### Nueva misión en Bolivia y vicario apostólico
En 2015, volvió a Bolivia. Fue nombrado guardián y párroco del convento-parroquia de San Francisco de Asís y Director del Centro Eclesial de Documentación, en Tarija. En 2017 fue nombrado vicario provincial de la Provincia Misionera San Antonio en Bolivia. En agosto de ese año, fue nombrado administrador apostólico temporal del Vicariato apostólico de Camiri.
En 2019, el papa lo nombró vicario apostólico de Camiri